# Model View Controller
Model View Controller (MVC, englisch für Modell-Ansicht-Steuerung) ist ein Entwurfsmuster zur Unterteilung einer Software in die drei Komponenten Datenmodell (englisch model), Ansicht (englisch view) und Programmsteuerung (englisch controller). Das Muster kann sowohl als Architekturmuster als auch als Entwurfsmuster eingesetzt werden. Ziel des Musters ist ein flexibler Programmentwurf, der eine spätere Änderung oder Erweiterung erleichtert und eine Wiederverwendbarkeit der einzelnen Komponenten ermöglicht. Es ist dann zum Beispiel möglich, eine Anwendung zu schreiben, die dasselbe Modell nutzt und es dann für Windows, Mac, Linux oder für das Internet zugänglich macht. Die Umsetzungen nutzen dasselbe Modell, nur Controller und View müssen dabei jeweils neu implementiert werden.

Ein Model-View-Controller-Konzept. Eine durchgezogene Linie symbolisiert hier eine direkte Assoziation, eine gestrichelte eine indirekte Assoziation (zum Beispiel über einen Beobachter).

Das MVC-Konzept wurde 1979 zunächst für Benutzeroberflächen in Smalltalk durch Trygve Reenskaug beschrieben (Seeheim-Modell), der damals an Smalltalk im Xerox PARC arbeitete. Es gilt mittlerweile aber als De-facto-Standard für den Grobentwurf vieler komplexer Softwaresysteme, teils mit Differenzierungen und oftmals mehreren jeweils nach dem MVC-Muster aufgeteilten Modulen.

## Klassisches Architekturmuster
Die drei Komponenten hängen je nach Umsetzung unterschiedlich stark voneinander ab:

### Modell(model)
Das Modell enthält Daten, die von der Ansicht dargestellt werden. Es ist von Ansicht und Steuerung unabhängig. Die Änderungen der Daten werden der Ansicht durch das Entwurfsmuster „Beobachter“ bekanntgegeben. In manchen Umsetzungen des MVC-Musters enthält das Modell eine Geschäftslogik, die für die Änderung der Daten zuständig ist.

### Ansicht(view)
Die Ansicht ist für die Darstellung der Daten des Modells und die Realisierung der Benutzerinteraktionen zuständig. Sie kennt das Modell, dessen Daten sie präsentiert, ist aber nicht für die Verarbeitung dieser Daten zuständig. Des Weiteren ist sie von der Steuerung unabhängig. Die Bekanntgabe von Benutzerinteraktionen an die Steuerung geschieht nach dem Entwurfsmuster „Beobachter“. Die Ansicht wird über Änderungen der Daten im Modell mithilfe des Entwurfsmuster „Beobachter“ unterrichtet und kann daraufhin die Darstellung aktualisieren. Die Ansicht verwendet oft das Entwurfsmuster „Kompositum“.

### Steuerung(controller)
Die Steuerung verwaltet die Ansicht und das Modell. Sie wird von der Ansicht über Benutzerinteraktionen (mithilfe des Entwurfsmusters „Beobachter“) informiert, wertet diese aus und nimmt daraufhin Anpassungen an der Ansicht sowie Änderungen an den Daten im Modell vor. In einigen modernen Implementierungen des MVC-Musters aktualisiert die Steuerung die Daten im Modell nicht mehr direkt, stattdessen aktualisiert sie die Daten indirekt, indem sie auf die im Modell implementierte Geschäftslogik zugreift. In einem Spezialfall des MVC-Musters kann die Steuerung auch mehrere Ansichten oder mehrere Modelle gleichzeitig verwalten.

### Nicht festgelegte Funktionalitäten

#### Geschäftslogik
Da das MVC-Muster in verschiedenen Programmiersprachen unterschiedlich realisiert werden muss, gibt es keine allgemeingültige Definition, wo die Geschäftslogik innerhalb der MVC-Klassen angesiedelt werden sollte. Sie wird – historisch bedingt – oft noch im Controller programmiert, aber heute zunehmend im Modell implementiert. So enthält das Modell alle Geschäftsobjekte mit allen ihren Daten und Funktionen und kann deshalb isoliert, schnell, vollständig und automatisiert getestet werden. Einige MVC-Frameworks schreiben strikt vor, wo die Geschäftslogik zu implementieren ist, andere überlassen diese Entscheidung den Softwareentwicklern.

#### Validierung von Benutzereingaben
In ähnlicher Weise ist der Ort für die Validierung der Benutzereingaben nicht definiert. Einfache Formatvalidierungen können bereits im View realisiert werden. Validierungen, welche stärker die Geschäftslogik berücksichtigen müssen, werden eher im Modell oder in der Steuerung implementiert.

#### Daten-Formatierung und Internationalisierung
Auch für die Formatierung der Rohdaten und die Internationalisierung ist nicht definiert, wo diese erfolgen. Aus Gründen der Entwicklungseffizienz bietet es sich oft an, diese im Modell zu integrieren, so dass man sich beim View auf die Erstellung von Widgets oder Templates beschränken kann. Andererseits werden dadurch Aspekte der Darstellung in das Modell verlagert, was zur Grundidee durchaus im Widerspruch steht. Als Variante bietet es sich daher auch an, hierfür eigenständige Funktionsbereiche vorzusehen, die man dann weder Model, View noch Controller zurechnen muss.

## Heutige Umsetzungen
Die Begriffe des ursprünglichen MVC-Musters werden heute oft entlehnt, um Systeme begreiflich zu machen, die weitaus komplexer sind als die damalige Software. Dabei kommt es auf die Perspektive des betrachteten Teilsystems an, welche Elemente damit bezeichnet werden. So könnte ein Webbrowser als View eines größeren Gesamtsystems verstanden werden, während schon ein einzelnes Formularelement im Browser wiederum aus einem kleinen Datenmodell, der zugehörigen Darstellung und seiner Steuerung besteht. Die Grundidee der Trennung von Model, View und Controller hat sich erhalten, wird aber feiner granuliert und verschachtelt eingesetzt.
Während sich viele Projekte als Model-View-Controller-Architektur definieren, wird der Begriff sehr vielfältig benutzt. Es etablieren sich neue Begriffe, wie das Model-View-Presenter-, das Model-View-ViewModel- oder das Model-View-Adapter-Muster, die versuchen, die Varianten präziser zu beschreiben.

### Widget-Bibliotheken für Desktop-Applikationen
Als Widgets werden die einzelnen Komponenten grafischer Benutzeroberflächen (GUI) bezeichnet, wie Menüpunkte oder Textfelder. Widgets zeichnen sich dadurch aus, dass sie neben der Ansicht auch typische Merkmale des klassischen Controllers in einer Komponente vereinen, wie das Event-Handling. Einige Widgets, wie z. B. Auswahllisten, können sogar über ein eigenes internes Modell verfügen, wobei dieses dann mit dem eigentlichen Modell synchronisiert werden muss.
Obwohl die Widgets die feste Dreiteilung durchbrechen, spricht man trotzdem noch von einer Model-View-Controller-Architektur. Es kommen auch Komponenten wie Filter zur Sortierung oder Bestätigungsdialoge vor, die sich nicht eindeutig in die klassische Dreiteilung einordnen lassen.
Bei der Anwendung der Widget-Bibliotheken überlässt der Controller damit einen Teil der klassischen Controller-Funktion den Widgets und beschränkt sich auf die Steuerung des Models und gegebenenfalls anderer Komponenten des Views.
Die Bedeutung des MVC-Entwurfsmusters wird noch klarer, wenn man sich in die Lage der Entwickler von GUI-Frameworks versetzt. Hier besteht die Herausforderung darin, dass zum Entwicklungszeitpunkt der GUI Widgets (View) nicht feststeht, welche fachlichen Daten und Datenstrukturen (Modell) präsentiert und welche fachlichen Abläufe (Control) realisiert werden sollen. Damit besteht die Aufgabe der Entwickler eines GUI-Frameworks auch darin, eine Abstraktion für das Modell in Form von Schnittstellen bereitzustellen. An der Abbildung lässt sich gut erkennen, dass einzelne Teile, wie die Datenspeicherung oder das Aussehen, problemlos ausgetauscht werden können.
Das MVC-Entwurfsmuster definiert auch den Rahmen für die Entwickler von GUI-Frameworks. Ein fertiges GUI-Framework beinhaltet:
1. eine Ansicht (view) in Form ausimplementierter GUI-Widgets,
2. die Vereinbarung eines zugrundeliegenden Datenmodells in Form von Schnittstellen,
3. die Vereinbarung von Ereignissen (englisch events) auf Grund von Benutzerinteraktionen in Form von Schnittstellen und ausimplementierten Klassen sowie
4. die Vereinbarung von Ereignissen auf Grund von Modelländerungen in Form von Schnittstellen und ausimplementierten Klassen.

### Zusammenspiel von Server und Browser bei Webanwendungen
Im weiteren Sinne verteilt sich das MVC-Muster bei Webanwendungen über Server und Browser und ist damit komplexer als das klassische MVC-Muster. Abstrakt betrachtet übernimmt der Browser dabei die sichtbare Darstellung und unmittelbaren Nutzereingaben sowie die nicht seitenspezifischen Funktionen von Controller und View. Der Server kümmert sich um spezifische Steuerung des Browsers, indem er mit diesem über HTTP kommuniziert.
Im engeren Sinne versteht man darunter aber nur das serverseitige Programm. Dabei kann man noch einmal zwischen dem Webserver für statische Webseiten oder dessen Delegation an spezielle Zusatzprogramme unterscheiden. Der Begriff MVC findet insbesondere im Rahmen solcher Zusatzprogramme zum Webserver Verwendung.

#### Model
Für den Browser ist die HTML-Seite der Datenkern seines Models. Aus der Perspektive des Gesamtsystems ist sie nur eine Sicht auf das Gesamtmodel, welches auf dem Server lokalisiert ist.

#### View
Der Browser kümmert sich um die allgemeinen Funktionen, wie die Darstellung von Text, Formularelementen und eingebetteten Objekten. Die Darstellung wird dabei im Speziellen durch den View-Programmteil des Servers per HTTP-Response gesteuert, deren Hauptteil der Darstellungsanweisung aus der HTML-Seite besteht.

#### Controller
Der Browser akzeptiert Formulareingaben und sendet diese ab oder nimmt das Anklicken eines Links entgegen. In beiden Fällen sendet er einen HTTP-Request an den Server. Der Controller-Programmteil verarbeitet die Daten der HTTP-Requests und stößt schließlich die Erstellung eines neuen Views an.

#### JavaScript
Die Webseite kann Programmcode enthalten, normalerweise JavaScript, z. B. für die browserseitige Validierung von Formulareingaben oder Steuerungslogiken zum Nachladen von Inhalten. Dieser Programmcode lässt sich wiederum nach dem MVC-Muster gliedern und so als Teil des Gesamtsystems betrachten. Zu beachten ist, dass der Einsatz von clientseitiger Logik, welche nach dem MVC-Muster strukturiert ist, von einem serverseitig verwendeten MVC zu differenzieren ist. Client und Server stellen getrennte Teilsysteme dar. Solche Webanwendungen werden häufig nach dem Single-Page-Paradigma umgesetzt.

#### Verzicht auf das Observer-Muster
Bei klassischen Webanwendungen kann der Browser nicht nach dem klassischen Observer-Muster unmittelbar auf Änderungen des Models auf dem Server reagieren. Jede Antwort (HTTP-Response) an den Browser setzt eine Anfrage (HTTP-Request) voraus. Man spricht vom Request-Response-Cycle. Daraus folgt, dass das Observer-Muster auch auf Seiten des Servers seine Vorteile nicht ausspielen kann. Weil es somit einen Mehraufwand bedeutet hätte, kam es typischerweise nicht zum Einsatz. Stattdessen tritt meist der Controller als aktiver Vermittler zwischen Model und View im Rahmen eines Request-Response-Cycles auf.
Neuere Webanwendungen erlauben bereits die Implementierung eines Observer-Musters. Die hierbei verwendete Push-Technologie (Server-Push) erlaubt dem Server, Ereignisse direkt und ohne Anfrage an die Clients zu übermitteln. Viele Implementierungen nutzen hierbei das sogenannte Long Polling (Request mit verzögerter Antwort, bis ein Ereignis eintritt) oder die neueren Websockets. Einige JavaScript-Frameworks abstrahieren hierbei das Push-Verfahren und nutzen „das Beste“ vom jeweiligen Browser bzw. der Serveranwendung zur Verfügung gestellte Verfahren. Somit ist es auch möglich, das Observer-Muster in Webanwendungen einzuführen.

#### Die besonderen Herausforderungen des Hyperlinks und der Form-Action
Der Hyperlink ist ein herausragendes Merkmal von Webapplikationen. In einer klassischen GUI-Applikation würde hier im View ein Button erzeugt, dessen Klickevent anhand seiner ID im Controller mit dem Wechsel der Ansicht verknüpft wird. Der Hyperlink enthält zwar auch eine ID, es ist aber nicht seine eigene, sondern die Zieladresse der neuen Ansicht. Gleiches gilt für die Action-Adresse eines HTML-Formulars.
Beides sind für den Benutzer eines Browsers Controller-Elemente, deren funktionales Ziel allerdings in der Webseite codiert ist. Hiermit stellt sich die Herausforderung, bei der Erzeugung der Webseite die reine Ansicht von der Funktionalität der URL zu trennen. Der Entwickler des Views soll sich keine Gedanken über die oft komplexe Controller-Funktionalität der URL machen müssen.
Die Aufgabenteilung von View und Controller kann mittels einer ID einfach erreicht werden. In Analogie zur GUI-Applikation wird die ID im Controller mit der Zieladresse verknüpft. Im View kann die URL über eine Schnittstelle anhand der ID abgerufen werden oder die ID tritt als Platzhalter für die URL ein, zum Beispiel innerhalb eines Templates oder in Form von Link-Objekten im Rahmen eines Objektbaums.

#### JavaScript-Bibliotheken und AJAX-Anbindung
Hier wird ein Teil der Programme der Model-View-Controller-Architektur clientseitig im Browser eingesetzt, während ein anderer Teil, insbesondere das Model, auf dem Server verbleibt. JavaScript-Bibliotheken stellen vielfältige Widgets zur Verfügung. Diese Anwendungen nehmen eine Zwischenstellung zwischen Webanwendungen und desktopartigen Widget-Bibliotheken ein.

### Serverseitige Webanwendungen
Der serverseitige Controller wertet in der Regel die eintreffenden Daten (Request) des Browsers aus. Meist tritt er dabei als Moderator zwischen Model und View auf. Serverseitig werden unter dem View diejenigen Programmteile verstanden, die den HTML-Code für die Antwort (Response) erzeugen. Häufig arbeitet der View mit HTML-Templates, deren Platzhalter mit den Daten des Models ersetzt werden.

#### Der Controller als Mittler zwischen Model, View und Webserver
Ein typischer Funktionsablauf (ohne HTTP-Redirect):
```
 Browser  -
>
 HTTP-Request -
>
  Webserver -
>
 Controller
                                                       
<
=
>
 (beliebig häufig) Model oder View
 Browser  
<
- HTTP-Response 
<
- Webserver 
<
- Controller
```

Der Aufgabenumfang des Controllers kann sehr variabel sein. Im einfachsten Fall ordnet er nur Model und View zu. Er kann aber auch vielfältige weitere Aufgaben übernehmen. Das hängt davon ab, wie aktiv oder passiv sich Model und View jeweils verhalten in Bezug auf die Validierung, die Internationalisierung, die Geschäftslogik, die Iterationen über die Daten beim Einfügen in den View und in Bezug auf zahlreiche andere Aspekte.
Die Praxis variiert in Abhängigkeit vom persönlichen Programmierstil, Webservern, Programmiersprachen, Frameworks, dem Einsatz von Unit-Tests und den Projektanforderungen. Im Fall von PHP-Programmen steht zwischen Webserver und Controller z. B. noch der Programm-Interpreter, der bereits die Daten des HTTP-Requests aufbereitet und damit seinerseits Teilfunktionen des klassischen Controllers übernimmt.

#### HTTP-Redirect
Nach dem Ändern des Models (create oder update) empfiehlt sich ein HTTP-Redirect. Mit dieser Technik wird das irrtümliche mehrfache Absenden durch einen Seitenreload verhindert. Außerdem wird dadurch das Schreiben des vorherigen Datensatzes vom Lesen des nachfolgenden Datensatzes getrennt, so dass sich die Controller sinnvoller organisieren lassen.
Bei erfolgreicher Validierung greift die erste Anfrage, die noch den vorherigen Datensatz behandelt, schreibend auf das Model zu. Danach erfolgt ein Redirect. Die zweite Anfrage greift lesend zu und präsentiert bereits den nächsten Datensatz zur Bearbeitung. Für den Benutzer des Browsers fühlt sich das wie ein einziger Aufruf an.
```
 Browser  -
>
 HTTP-Request  -
>
 Webserver -
>
 Controller -
>
 positive Validierung -
>
 Model (speichern der Daten nach Validierung)
 Browser  
<
- HTTP-Redirect 
<
- Webserver 
<
- Controller                                  (danach Redirect durch den Controller)
 Browser  -
>
 HTTP-Request  -
>
 Webserver -
>
 Controller -
>
 Model -
>
 View                 (führt zu neuer Formularanfrage ohne Nutzeraktion)
 Browser  
<
- HTTP-Response 
<
- Webserver 
<
- Controller                                  (reguläre Response)
```

Bei einer gescheiterten Validierung wird dagegen der empfangene Datensatz direkt wieder im gleichen Formular zur Korrektur präsentiert. Ein Redirect entfällt. In der Regel entfällt auch eine erneute Abfrage des Models.
```
 Browser  -
>
 HTTP-Request -
>
  Webserver -
>
 Controller -
>
 negative Validierung -
>
 View (Formular zur Überarbeitung der Eingaben)
 Browser  
<
- HTTP-Response 
<
- Webserver 
<
- Controller
```

#### Controller-Kaskade
Um dem Umfang der Funktionalität professioneller Webauftritte gerecht zu werden, muss der Controller strukturiert werden. Häufig wird der Controller kaskadenartig strukturiert. Entweder wird auf der untersten Ebene der Kaskade ein Controller angesteuert oder die Controller verzweigen im Ablauf der Kaskade baumartig und führen zu einer Verschachtelung des resultierenden Views.
Front-Controller, Controller und Actions sind häufig verwendete Benennungen für eine 3-schichtige Controller-Struktur. Diese Benennungen spiegeln den Aufbau von Datenmodellen und die zugehörigen Datenoperationen wider. Der Front-Controller verzweigt dabei zu einer Sicht auf das Datenmodell, die im Fokus steht und durch einen Controller gesteuert wird. Die Actions als unterste Controller-Ebene führen die Datenoperationen für diese Sicht aus, die man mit Create, Read, Update und Delete (CRUD) zusammenfassen kann.
Ein Beispiel für eine Controller-Schachtelung wäre eine Website, bei welcher der oberste Controller die Anzeige der Seiten steuert. In einer Seite können wiederum spezifisch mehrere MVC-Blöcke gleichzeitig eingesetzt werden, z. B. für einen zentralen Artikel und für unterschiedliche Kontext-Informationen.

#### Serverseitige Controller mit dem Remote Presentation Model Muster
Eine Weiterentwicklung des MVC Musters stellt das Remote Presentation Model Muster da. Hierbei findet bereits in der Definition des Musters eine größere Trennung zwischen View und Controller statt, wodurch es in vielen Bereichen einfacher ist den Controller auf den Server auszulagern.

## Beispiel: MVC realisiert mit JavaServer Pages
Die obige Abbildung zeigt das MVC-Modell für eine einfache Web-Registrierung. Der Benutzer (Client) fragt als erstes die Seite register.jsp an. Er bekommt eine Seite mit einem HTML-Formular als Antwort. Als Action ist im Formular die validate.jsp angegeben. Also schickt der Browser nach dem Ausfüllen des Formulars die eingegebenen Daten an das validate.jsp, das in diesem Fall das Control-Modul ist und die eingegebenen Werte prüft. Es ist nur für die Prüfung und Verarbeitung der Daten zuständig. Selbst gibt validate.jsp dem Benutzer kein Feedback. Das Control-Modul gibt dazu die Kontrolle an die entsprechenden Views weiter. In diesem Fall entweder an register.jsp, wenn die Eingaben ungültig waren, sonst an die ok.jsp. Wird die Kontrolle wieder zurück an die register.jsp übergeben, zeigt register.jsp dem Anwender erneut das Formular mit z. B. einem Fehlerhinweis an. Der Browser schickt die korrigierten Daten wieder an die validate.jsp. Sind die Eingaben korrekt, werden die Daten zur Speicherung an die UsersBean übergeben. Die Kontrolle wird daraufhin an die ok.jsp abgegeben. Diese zeigt dem Anwender beispielsweise eine Erfolgsbestätigung.